# Reckoning
Reckoning ist ein Live-Doppelalbum der Band Grateful Dead zu deren fünfzehnjährigem Geburtstag.

## Geschichte
Die Aufnahmen stammen von Auftritten im Warfield Theatre in San Francisco vom 21. September bis zum 14. Oktober 1980 und vom 22. – 31. Oktober im Radio City Music Hall in New York City. Einige der Songs sind auf der LP nur in verkürzter Form zu hören.
Nachdem sich das Vorgängeralbum Go to Heaven als Misserfolg erwies, konzentrierte sich Grateful Dead wieder auf Liveauftritte und die Aufnahme von Livealben, was von Fans und Kritikern positiv aufgenommen wurde.
Die Aufnahmen der Auftritte sollten eigentlich für ein Doppelalbum verwendet werden. Aber um eine gute Qualität und ein gutes Format zu erhalten, wurden die Aufnahmen auf zwei Doppelalben verteilt. So sind die anderen Aufnahmen dieser Auftritte auf dem Album Dead Set zu hören, welches im August 1981 veröffentlicht wurde. Reckoning enthält dabei die akustischen und Dead Set die elektrisch verstärkten Tracks.
Zusätzlich zu den beiden Alben gibt es eine Dokumentation namens Dead Ahead zu den Geburtstagsauftritten vom 30. und 31. Oktober, die auch live im Fernsehen übertragen wurde, in der die akustischen und elektrisch verstärkten Aufnahmen gemischt zu hören sind.
Jerry Garcia kommentierte dies in einem Interview damit, dass sie einfach zu viel gutes Material hatten. Die Idee von einem akustischen und einem elektrischen Album war pathetisch, insbesondere, da die elektronischen Aufnahmen selten kürzer als acht Minuten waren. Das würde bedeuten, dass pro LP-Seite nur zwei Song wären, was schon dumm sei.
Von den Songs ähnelt das Album den Alben Workingman’s Dead und American Beauty, da weitgehend traditionelle Lieder und Bluegrass-Material verwendet wurde.
1984 wurde das Album als CD ohne die Aufnahme Oh Babe, It Ain’t No Lie von Elizabeth Cotten unter dem Namen For The Faithful von Pair und Arista Records veröffentlicht und 1988 in selber Form wieder unter dem ursprünglichen Namen. 2004 erschien eine überarbeitete Version der 15 Lieder und 16 weiteren auf einer Bonus-CD von Rhino Records für das Boxset Beyond Description (1973–1989), die dann auch 2006 als einzelne CD veröffentlicht wurden. Hier wurde Oh Babe, It Ain’t No Lie wieder mitberücksichtigt.

## Erfolge
In den Billboard Charts erreichte das Album den Platz 43 und die ausgekoppelte Single Dire Wolf den Platz 37 in den Mainstream Rock Charts.

## Trackliste

### 1981 LP
1. Dire Wolf (Garcia, Hunter) – 3:20
2. The Race Is On (Don Rollins) – 2:58
3. Oh Babe, It Ain’t No Lie (Elizabeth Cotten) – 6:28
4. It Must Have Been The Roses (Garcia, Hunter) – 6:56
5. Dark Hollow (Bill Browning) – 3:49
6. China Doll (Garcia, Hunter) – 5:22
7. Been All Around This World (traditionelles Lied) – 4:31
8. Monkey And The Engineer (Jesse Fuller) – 2:37
9. Jack-A-Roe (traditionelles Lied) – 4:05
10. Deep Elem Blues (traditionelles Lied) – 4:51
11. Cassidy (Weir, Barlow) – 4:38
12. To Lay Me Down (Garcia, Hunter) – 8:59
13. Rosa Lee McFall (Charlie Monroe) – 2:54
14. On The Road Again (traditionelles Lied) – 3:15
15. Bird Song (Garcia, Hunter) – 7:34
16. Ripple (Garcia, Hunter) – 4:38

### 2006 Bonus-CD
1. To Lay Me Down (traditionelles Lied) – 9:12
2. Iko Iko (Live) (traditionelles Lied, James Crawford) – 4:23
3. Heaven Help The Fool (instrumental) (Weir, Barlow) – 6:18
4. El Paso (Marty Robbins) – 4:41
5. Sage & Spirit (Weir) – 3:14
6. Little Sadie (traditionelles Lied) – 2:45
7. It Must Have Been The Roses (Hunter) – 7:01
8. Dark Hollow (Traditional) – 4:30
9. Jack-A-Roe (Traditional) – 5:08
10. Cassidy (Weir, Barlow) – 5:06
11. China Doll (Garcia/Hunter) – 5:52
12. Monkey And The Engineer (Fuller) – 2:37
13. Oh Babe It Ain’t No Lie (Cotton) – 7:13
14. Ripple (Garcia, Hunter) – 4:37
15. Tom Dooley (Live, 1978) (traditionelles Lied) – 3:33
16. Deep Elem Blues (traditionelles Lied) – 3:42